# Sevidzem Ernestine Leikeki
Sevidzem Ernestine Leikeki (geb. 1985) ist eine Klimaaktivistin aus Kamerun und wurde 2021 von BBC als eine der 100 Women ausgezeichnet, für „Frauen, die dauerhafte Veränderungen bewirken“ („women who create lasting change“). Sie ist eine Klima- und Gender-Aktivistin aus der Region Northwest Kameruns und Gründerin von Cameroon Gender and Environment Watch. Sie hat sich 2010 im Nordwesten Kameruns für die Beendigung des Kinderhandels eingesetzt und nahm 2021 an der Klimakonferenz des UN-Klimarats in Glasgow (COP26) teil, außerdem gewann sie 2019 den Gender Just Climate Solutions prize for transformational solutions und erneut 2021.

## Leben

### Jugend und Karriere
Leikeki wurde 1985 geboren. Sie hat vier Kinder. Ihre Community lebt in einem Wald- und Farmland-Gebiet, das zwar Brennholz liefert, aber von Armut geprägt ist. Sie ist eine Aktivistin, die sich für Geschlechtergerechtigkeit im Umweltschutz und die Stärkung von Mädchen und Frauen einsetzt. Leikeki hat einen Bachelor-Abschluss in Common Law der Universität Yaoundé II.
Leikeki engagiert sich um wirtschaftliche Vorteile und Möglichkeiten für ihre Heimat zu bewirken. Zu ihren Aktivitäten zählen Baumpflanzungen, Unterricht über Bienenwachs-Gewinnung und Honigwein-Herstellung, sowie die Herstellung von Reinigungsmitteln und Körperpflegeprodukten aus Bienenwachs. Sie sagt: „Honig bedeutet Einkommen, bedeutet Arbeitsplätze, bedeutet Gleichberechtigung der Geschlechter, bedeutet Naturschutz“ („Honey equals income, equals jobs, equals gender equality, equals conservation“). Sie setzt sic dafür ein, dass Frauen und Mädchen Chancen zur nachhaltigen Entwicklung bekommen.
Bis 2020 hatte ihre Organisation 86.000 Bäume gepflanzt um den Klimawandel zu mildern und Umweltbildung zu betreiben. Ihr Projekt zielt darauf ab, sich für die sozioökonomischen und ökologischen Rechte von Frauen und Mädchen einzusetzen und die Stimme der Frauen zu stärken. Cameroon Gender and Environment Watch (CAMGEW), ihre Organisation, hilft auch Frauen, häuslicher Gewalt zu entkommen, bisher 800.

## Medien
Leikeki hielt 2010 einen TED-Vortrag über „Eine ‚Waldgeneration‘, die im Einklang mit der Natur lebt“ („A 'forest generation', living in harmony with nature“). Sie war Rednerin beim Global Landscapes Forum, und wurde in den Medien häufig zitiert.

## Auszeichnungen
- 2021 – BBC 100 Women.[14]
- 2021 – Gender Just Climate Solutions.[15]
- 2019 – Gender Just Climate Solutions.[16]